# Аоки (село)
Аоки (яп. 青木村 Аоки-мура) — село в Японии, находящееся в уезде Тииагата префектуры Нагано. Площадь села составляет 57,09 км², население — 4446 человек (1 августа 2014), плотность населения — 77,88 чел./км².

## Географическое положение
Село расположено на острове Хонсю в префектуре Нагано региона Тюбу. С ним граничат города Уэда, Мацумото и село Тикухоку.

## Население
Население села составляет 4446 человек (1 августа 2014), а плотность — 77,88 чел./км². Изменение численности населения с 1980 по 2005 годы:
| 1980 | 5245 чел. |  |
| 1985 | 5156 чел. |  |
| 1990 | 5004 чел. |  |
| 1995 | 5003 чел. |  |
| 2000 | 4937 чел. |  |
| 2005 | 4774 чел. |  |

## Символика
Деревом села считается Juniperus rigida, цветком — Iris sanguinea, птицей — Phasianus versicolor.